# La seducció de Merlí
La seducció de Merlí és una pintura a l'oli de l'artista prerafaelista Edward Burne-Jones, realitzada entre els anys 1872 i 1877, que es troba exposada a la Lady Lever Art Gallery, a Port Sunlight, prop de Liverpool.

## Història
La pintura fou encarregada a Burne-Jones pel col·leccionista d'obres d'art i armador anglès Frederick Richards Leyland a finals de la dècada de 1860. L'artista va començar a treballar en l'obra probablement el 1872, l'any següent va adreçar una carta al seu client explicant retards per la mala qualitat dels materials de pintura. L'artista va utilitzar com a model a Maria Zambaco, la seva amant, i la pintura va ser acabada i etiquetada el 1874, però encara entre 1875 i 1876 realitzaria diversos ajustos, sobretot a la cara de Merlí. Va ser exhibida per primera vegada el 1877 a l'exposició inaugural de la Grosvenor Gallery de Londres. El 1918, el llenç fou comprat pel polític i filantrop britànic William Lever i, després de la seva mort, va ser traslladat a la Lady Lever Art Gallery.

## Descripció
La pintura representa una escena de la llegenda artúrica, l'enamorament de Merlí amb la Dama del Llac, Nimue, també coneguda com a Viviane, Elaine, Nina, Nivian, Nyneve o Evienne. Probablement, l'artista es va basar en la compilació de la literatura medieval artúrica de Thomas Malory, Le Morte d'Arthur, de 1484. El mag es mostra atrapat, inert entre les branques d'un arç blanc mentre Nimue és representada com una figura airosa, que llegeix un llibre d'encanteris, amb el cap embolicat amb serps que simbolitzen la traïció i l'engany.